# زیردریایی السابحات

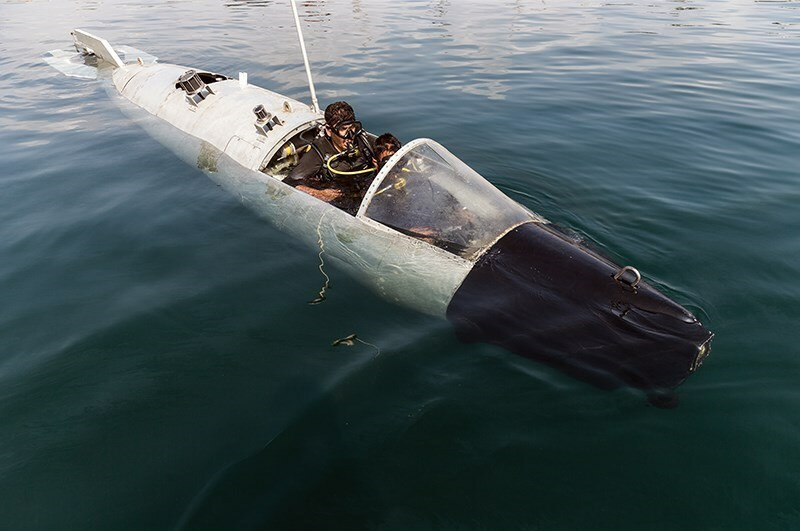
تصویر یکی از مدل‌های زیردریایی مرطوب السابحات

زیردریایی السابحات، یک وسیله‌ی نقلیه‌ی غواص‌بَر (SDV) ساخت صنایع دریایی وزارت دفاع و پشتیبانی نیروهای مسلح جمهوری اسلامی ایران است. این زیردریایی مرطوب تکاوری، از نوع فوق سبک با کاربری تاکتیکی بوده و طولی در حدود ۸ متر (۲۶ فوت و ۳ اینچ) دارد و به طور معمول قادر به حمل ۲ نفر خدمه به علاوه ۳ تا ۷ غواص می‌باشد. السابحات برای انجام مأموریت‌های شناسایی ساحلی، مین‌گذاری در بنادر و لنگرگاه‌ها، و همچنین انتقال نیروهای ویژه طراحی شده است. به گفته‌ی آبجیت سینگ، پژوهشگر ارشد بنیاد تحقیقاتی آبزرور، از این SDV می‌توان "به طور موثر برای حملات نامتعارف" استفاده کرد.
نخستین‌بار در تاریخ ۸ شهریور ۱۳۷۹ (۲۹ اوت ۲۰۰۰)، یک فروند زیردریایی السابحات ۱۵ با حضور علی شمخانی، وزیر دفاع وقت، در منطقه یکم نیروی دریایی ارتش در بندرعباس به آب انداخته شد. مهدی شریفی زمانی، مدیر پروژه السابحات ۱۵، در مراسم به آب‌اندازی اعلام کرد که این زیردریایی ۲۵۰ ساعت عملیات آزمایشی را در آب‌های خلیج فارس پشت سر گذاشته و ساخت آن در داخل کشور موجب صرفه‌جویی ارزی حدود یک میلیون دلار شده است.
طراحی زیردریایی السابحات در پژوهشکده علوم و فناوری زیردریا دانشگاه صنعتی اصفهان انجام شده است. بنا بر گزارش‌ها، برنامه‌ریزی و ساخت السابحات از سال ۱۳۷۵ (1996) آغاز شده بود. السابحات ۱۵، به عنوان نخستین زیردریایی بومی ایران در این کلاس، راه را برای توسعه‌ی زیردریایی‌های بعدی در این کشور هموار کرد.

## طراحی و گونه‌ها
السابحات به دلیل ساختار مرطوب خود (wet-sub)، نیازمند استفاده‌ی خدمه از تجهیزات غواصی است. تا کنون، سه گونه‌ی اصلی از السابحات شناسایی شده‌اند: السابحات ۱۵، و مدل‌های السابحات ۱ و ۲. اطلاعات دقیقی در مورد تفاوت‌های فنی و عملیاتی میان این سه گونه در دسترس نیست.

### السابحات ۱۵
این مدل، که در سال ۱۳۷۹ (۲۰۰۰) رونمایی شد، گونه‌ی متداول‌تر است. دارای یک دماغه قایق‌مانند است. خدمه در قسمت جلویی زیردریایی، پشت یک دیواره‌ی جداکننده، مستقر می‌شوند. بخش اصلی زیردریایی، که شامل باتری‌ها (احتمالاً از نوع سرب-اسید)، مخازن بالاست، و موتور الکتریکی است، در هنگام عملیات غیرقابل دسترس بوده و از طریق یک دریچه‌ی دایره‌ای شکل در قسمت فوقانی بدنه قابل دسترسی است. کشتی مادر السابحات ۱۵ به طور معمول ناوچه‌های آب‌خاکی کلاس هنگام بوده و این زیردیایی از از عرشه‌ی این کلاس به آب پرتاب می‌شود و توسط بخش قایق‌های ویژه‌ی (SBS) تکاوران دریایی ارتش ایران برای شناسایی سواحل در پشتیبانی از عملیات‌های آبی-خاکی به کار می‌رود. نمونه‌های ارتقاءیافتۀ السابحات ۱۵ به سامانه‌های پیشرفته‌ی الکترواپتیکی مجهز شده‌اند.

### مدل‌های السابحات ۱ و ۲
تاکنون در خصوص ویژگی‌ها و امکانات این مدل‌ها اطلاعات رسمی منتشر نشده است. با این حال، تحلیلگران با بررسی تصاویر منتشر شده از برخی رزمایش‌های نیروی دریایی ایران، متوجه یک زیردریایی کوچک‌تر از السابحات ۱۵ شده‌اند که با توجه به شباهت‌های طراحی آن‌ها، این احتمال وجود دارد که این گونه، در واقع نسخه‌ای بهینه‌سازی‌شده و کوچک‌شده از السابحات ۱۵ و یکی از مدل‌های السابحات ۱ یا السابحات ۲ باشد که به طور خاص برای پرتاب از زیردریایی تطبیق داده شده است. این مدل دارای بدنه‌ای کم‌ارتفاع و بدون هیچ‌گونه سایبان یا پنجره‌ای است. دریچه‌ی دسترسی عقبی آن نزدیک‌تر به کابین خلبان و بالاتر از سطح بدنه قرار دارد. این مدل دارای یک کیل و اتصالات دیگری است که نشان‌دهنده‌ی طراحی آن برای حمل و پرتاب از یک زیردریایی (احتمالاً زیردریایی‌های کلاس کیلو) است. کابل‌های قابل مشاهده در امتداد بدنه‌ی خارجی احتمالاً مربوط به شارژ باتری‌ها در هنگام اتصال به زیردریایی میزبان هستند.
هر دو مدل دارای کابین‌های ناوبری مشابهی هستند، اگرچه کابین السابحات 15 کمی بزرگتر است.

## کاربرد و قابلیت‌ها
مأموریت اصلی السابحات، پشتیبانی از عملیات‌های تکاوران دریایی ارتش جمهوری اسلامی ایران است. قابلیت نزدیک شدن سریع به مواضع دشمن، انجام گشت‌های شناسایی، استقرار نیروهای ویژه، حمل و نصب مین‌های دریایی، و هدایت آتش توپخانه، از جمله توانمندی‌های این زیردریایی به شمار می‌روند. این زیردریایی به طور ویژه برای عملیات مین‌گذاری و شناسایی طراحی شده است.
علاوه بر موارد فوق، السابحات به دلیل ابعاد کوچک، قابلیت استتار بالا، و توانایی انجام عملیات در شب، از دید سامانه‌های راداری و شناسایی دشمن پنهان می‌ماند. این ویژگی‌ها، امکان اجرای عملیات‌های ویژه و زیرسطحی را برای این زیردریایی فراهم می‌سازد. این زیردریایی از تجهیزات ناوبری پیشرفته‌ای برخوردار است. یکی از چالش‌های عملیاتی SDVها، تأمین گرمایش برای غواصان در طول عملیات‌های طولانی‌مدت در آب‌های سرد است. روش‌های مختلفی برای گرمایش فعال در این زیردریایی‌ها، از جمله گرم‌کننده‌های ترموالکتریک، گرمایش با احتراق منیزیم (مانند گرم‌کننده‌ی Conox)، گرمایش پروپان/کاتالیستی، و گرمایش مستقیم با مقاومت الکتریکی، مورد استفاده قرار گرفته‌اند.

## جایگاه السابحات در سلسله‌مراتب نظامی ایران
اطلاعات موثقی در رابطه با تعداد دقیق زیردریایی‌های السابحات در حال خدمت و یگان‌های بهره‌بردار از آن‌ها در دسترس عموم قرار ندارد. در آذرماه ۱۴۰۰ (دسامبر ۲۰۲۱)، طی مراسمی در بندرعباس با حضور دریادار حبیب‌الله سیاری، معاون هماهنگ‌کننده‌ی ارتش، و دریادار شهرام ایرانی، فرمانده نیروی دریایی ارتش، چندین فروند زیردریایی السابحات ۱۵ ارتقاءیافته به ناوگان نیروی دریایی ارتش ملحق شدند. تفاوت‌های فنی و عملیاتی میان گونه‌های مختلف السابحات تاکنون به طور رسمی اعلام نشده است. 
اگرچه السابحات یک زیردریایی توانمند در رده‌ی خود محسوب می‌شود، اما در مقایسه با زیردریایی‌های بزرگ‌تر و پیشرفته‌تر، از جمله زیردریایی‌های بدون سرنشین فوق بزرگ (XLUUV) که در حال توسعه در سطح جهانی هستند (مانند Orca ساخت بوئینگ برای نیروی دریایی ایالات متحده و Manta برای نیروی دریایی سلطنتی بریتانیا)، قابلیت‌های محدودتری دارد.
شبکه خبری راشاتودی در گزارشی در آبان ماه ۱۳۹۶، تعداد زیردریایی‌های ایران را ۳۳ فروند اعلام کرد که کوچک‌ترین آن‌ها زیردریایی‌های کلاس السابحات است. در رزمایش نیروی دریایی سپاه پاسداران انقلاب اسلامی در خرداد ۱۳۹۹ (ژوئن ۲۰۲۰)، حدود ۱۰۰ فروند شناور، از جمله دو فروند زیردریایی السابحات، به نمایش گذاشته شدند.